# Putzové z Adlersthurnu
Putzové z Adlersthurnu (též latinsky de Turaquila, či počeštěně z Orlí věže) je někdejší panský rod původem ze Švábska. Původem vestfálští Putzové (Butzové) z Rolsbergu mají v rodovém erbu také studnu, ale oba rody pravděpodobně nejsou příbuzné, podobně ani Kryštof Vojtěch Putz z Braidenbachu.

## Původ

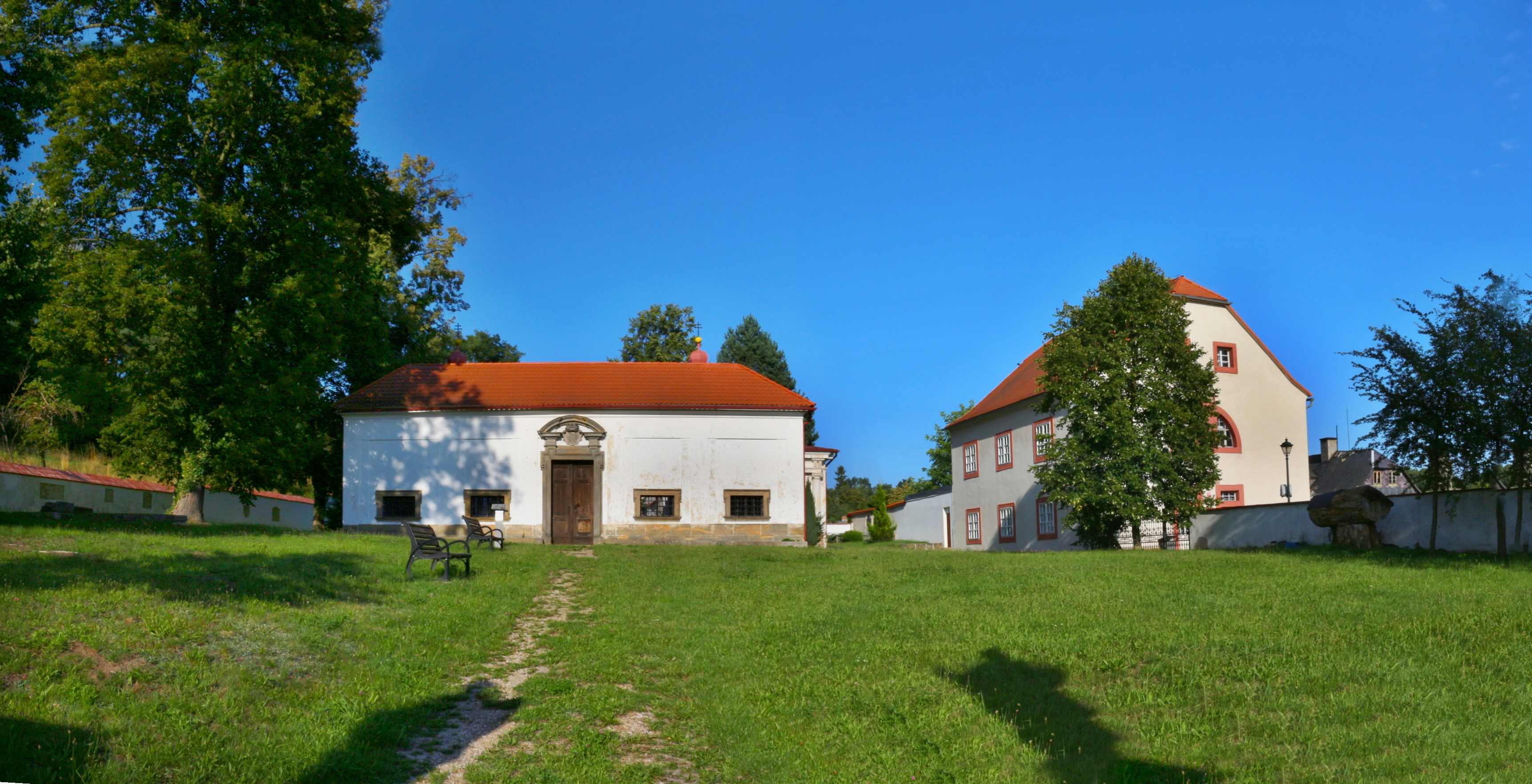
Kaple Božího hrobu a špitál v Mimoni, dnes městské muzeum

Ze Švábska do Čech přišel měšťan Tomáš Kornel Putz před rokem 1631. Sloužil jako hejtman v Poděbradech a v Kolíně. Do panského stavu s erbem byl povýšen 28. srpna 1631 a začal se psát jako Putz de Turaquila.
V Čechách rod vlastnil panství Mimoň, které zakoupil v roce 1651 Jan Putz z Adlersthurnu.
Ten měl dva syny: starší Jan František Edmund (1637–1674) zemřel bez potomků, mladší Jan Ignác Dominik (1649–1718) byl přísedící a rada komorního soudu, nejvyšší mincmistr Království českého a poslední mužský potomek rodu.
V roce 1650 byl Jan Putz za věrné služby státu císařem Ferdinandem III. Habsburským povýšen do říšského rytířského stavu s latinským predikátem de Turaquila, což je překlad německého von Adlersthurn, česky z Orlí věže. Toho roku koupil statek Podsedice. Roku 1651 byl titulován vysoce urozeným římsko-císařským a uherským i českým královským majestátním císařským dvorním radou. 15. ledna 1651 koupil od zadlužené rodiny Zeidlerů již dříve zkonfiskované statky Mimoň a sousední Děvín. Sídlem vrchnosti i pro Děvínské panství se stala Mimoň. Tam postavil papírnu a roku 1655 založil při zřícenině kostela svatého Kříže v Mimoni špitál, ale stavbu již nestihl zahájit.
Roku 1658 byl spolu se svým bratrem Markem († 1662) povýšen do říšského rytířského stavu a získal český inkolát. Zemřel 26. června 1660.
Jeho dva synové Jan František Edmund (1637–1674) a Jan Ignác Dominik (1649–1718) mu u smrtelné postele museli slíbit, že kapli Božího hrobu i mimoňský špitál postaví sami. Sedm let po otcově smrti byla stavba Božího hrobu hotova a v roce 1679 byl dostavěn i špitál, v němž dnes sídlí mimoňské městské muzeum.
Syn Jan Ignác Dominik, ženatý s Terezií Klárou Freislebenovou z Bischhofenu († 1707), v Mimoni dokončil stavbu kostela, postavil špitál vedle areálu Božího Hrobu, renovoval budovu fary. Dále rozšířil rodinné panství tím, že k Podsedicím přikoupil Dlažkovice a dal tam postavit zámek a také nový kostel ve Svébořicích. V Praze spolu se svou manželkou na popud arcibiskupa Jana Josefa Breunera založili a podporovali pražský klášter trinitářů s kostelem Nejsvětější Trojice ve Spálené ulici. Kromě toho zřejmě vlastnili dům v Praze na Zámeckých schodech (tzv. dům Švihovských) a na Malé Straně (dům U dvou zlatých kaprů). Jan Ignác Dominik Putz z Adlersthurnu zemřel v roce 1718 a je pochován vedle své manželky v katedrále sv. Víta. Jelikož neměli děti, odkázal v roce 1708 majetek rodu třem svým sestřenicím, dcerám svého zesnulého strýce Jana Marka Putze z Adlersthurnu, pána na Schrattenthalu v Rakousku a na Novém Veselí na Moravě.
Univerzální dědičkou byla nejstarší z dcer Jana Marka Putze, Marie Terezie Isabela, od 26. května 1705 vdaná za svobodného pána Ludvíka Josefa z Hartigu ve Vídni, s níž majetek Putzů z Adlersthurnu přechází na rod Hartigů. Její mladší sestra Marie Anna měla obdržet statky Podsedice a Dlažkovice a svojí nejmladší sestře Josefě měla vyplatit 30 000 florinů.

## Rodový erb
Rodový erb Putzů z Adlersthurnu náleží pravděpodobně mezi tzv. mluvící znaky: jméno Putz = latinsky puteus = jáma, studně. Je tvořen čtvrceným zlatým štítem, střídavě s polovinami černého orla (v 1. a ve 4. poli) a červené studně s okovem (v 2. a 3. poli). Orel symbolizuje říšskou hraběcí hodnost, a (hornická studna s okovy) má symbolizovat státnické postavení.
Středový štítek je proveden v rakouských barvách (stříbrné břevno v červeném poli), někdy zdobený hraběcí korunkou. Klenoty jsou dva, na pravé přilbě to jsou černá orlí (orel – německy „Adler“) křídla s křížkem, na levé přilbě stříbrná věž (německy „Thurm“).